# アラン・デサンミゲル
アラン・マレー・デサンミゲル（Allan Murray de San Miguel, 1988年2月1日 - ）は、オーストラリア連邦西オーストラリア州ベントリー出身の元プロ野球選手（捕手）。右投右打。

## 経歴

### プロ入りとツインズ傘下時代
2005年にMLBのミネソタ・ツインズと契約を結びプロ入りを果たした。
2008年まではA級以下でプレーしていたが、2009年にAA級ニューブリテン・ロックキャッツ及びAAA級ロチェスター・レッドウィングスに初昇格。
2010年からはマイナーリーグの所属に加え、シーズンオフはオーストラリアン・ベースボールリーグ（ABL）のパース・ヒートでプレーするようになった。
2011年11月2日にツインズを自由契約となった。

### オリオールズ傘下時代
2012年1月9日にボルチモア・オリオールズとマイナー契約を結んだ。この年はA+級、AA級、AAA級の3球団で63試合に出場し、打率.239、6本塁打、35打点を記録した。
2013年は、開幕前の3月に開催された第3回ワールド・ベースボール・クラシック（WBC）にオーストラリア代表として出場した。この年はA+級フレデリック・キーズで65試合に出場し、打率.240、10本塁打、33打点を記録した。オフの11月4日にFAとなった。

### ロッキーズ傘下時代
2014年1月13日にコロラド・ロッキーズとマイナー契約を結んだが、開幕前の3月27日に自由契約となった。

### 独立リーグ時代
2014年4月に独立リーグ・アトランティックリーグのサザンメリーランド・ブルークラブスと契約した。

### ツインズ復帰
2015年1月12日に、古巣ミネソタ・ツインズとマイナー契約を結び復帰した。オフの11月6日にFAとなった。

### ロイヤルズ傘下時代
2016年1月28日に第4回WBC予選のオーストラリア代表に選出された。同大会でオーストラリアは本戦出場を決めている。2月11日にカンザスシティ・ロイヤルズとマイナー契約を結んだ。
2017年2月9日に第4回WBC本戦のオーストラリア代表に選出された。3月8日の日本戦で菅野智之から先制となる本塁打を記録している。この年はAA級ノースウエストアーカンソー・ナチュラルズで35試合に出場し、打率.237、1本塁打、10打点を記録した。
2018年以降はマイナーでの試合出場はなかったが、オーストラリアABLでは2019/2020シーズンまで出場を続け、当時のリーグ記録となる出場試合数（384）と打数（1300）を達成するなど長く活躍した。

### 現役引退後
2020/2021シーズンに古巣であるABLのメルボルン・エイシズの監督を務めた。
2022年より、カンザスシティ・ロイヤルズのステラテジスト兼ブルペン捕手を務める。

## 詳細情報

### 代表歴
- 2013 ワールド・ベースボール・クラシック・オーストラリア代表
- 2017 ワールド・ベースボール・クラシック・オーストラリア代表
- 2019 WBSCプレミア12 オーストラリア代表